# Takie nasze życie
Takie nasze życie – amerykański dramat z 1942 roku, w reżyserii Johna Hustona.

## Fabuła
Młoda dziewczyna pochodząca z wyższych sfer porzuca swego narzeczonego i podejmuje ucieczkę z mężem swojej siostry. Ich miłość jest coraz silniejsza, z czasem biorą ślub, jednak nagle przestają być szczęśliwi – Peter zaczyna coraz więcej pić. Niespodziewanie, widząc, że Stanley nie była warta zdrady, dręczony okropnymi wyrzutami sumienia, popełnia samobójstwo.

## Obsada aktorska
- Bette Davis (Stanley Timberlake Kingsmill)
- Olivia de Havilland (Roy Timberlake)
- George Brent (Craig Fleming)
- Hattie McDaniel (Minerva Clay)
- Charles Coburn (William Fitzroy)
- Dennis Morgan (Doktor Peter Kingsmill)
- Ernest Anderson (Parry Clay)
- Lee Patrick (Betty Wismoth)
- Billie Burke (Lavinia Timberlake)
- Frank Craven (Asa Timberlake)

i inni